# Haageind
Het Haageind is een laat-middeleeuwse buurtschap in de gemeente Deurne, in de Nederlandse provincie Noord-Brabant. Haageind is gelegen tussen de kom van het dorp en de buurtschap Walsberg.
De kern van de buurtschap wordt gevormd door een gelijknamige weg, waarlangs de bebouwing als een lint is gesitueerd. Waar deze weg de beek de Vlier (vóór 1800 Bakelse Aa geheten) kruiste, lagen onder meer het Groot Kasteel, het Klein Kasteel en een watermolen. Kort vóór 1383 vestigde de lokale machthebber zich aan deze weg bij een samenkomst van de Vlier met enkele kleinere waterlopen door de bouw van de watermolen en het Klein Kasteel. Eerder was deze machthebber, de heer van Deurne, gevestigd op het goed Ter Vloet in de buurtschap Kerkeind. Deze buurtschap lag aan de westzijde van het akkercomplex Vloeiakker, benedenstrooms langs de Aa ten opzichte van het Haageind aan de oostzijde van de Vloeiakker.

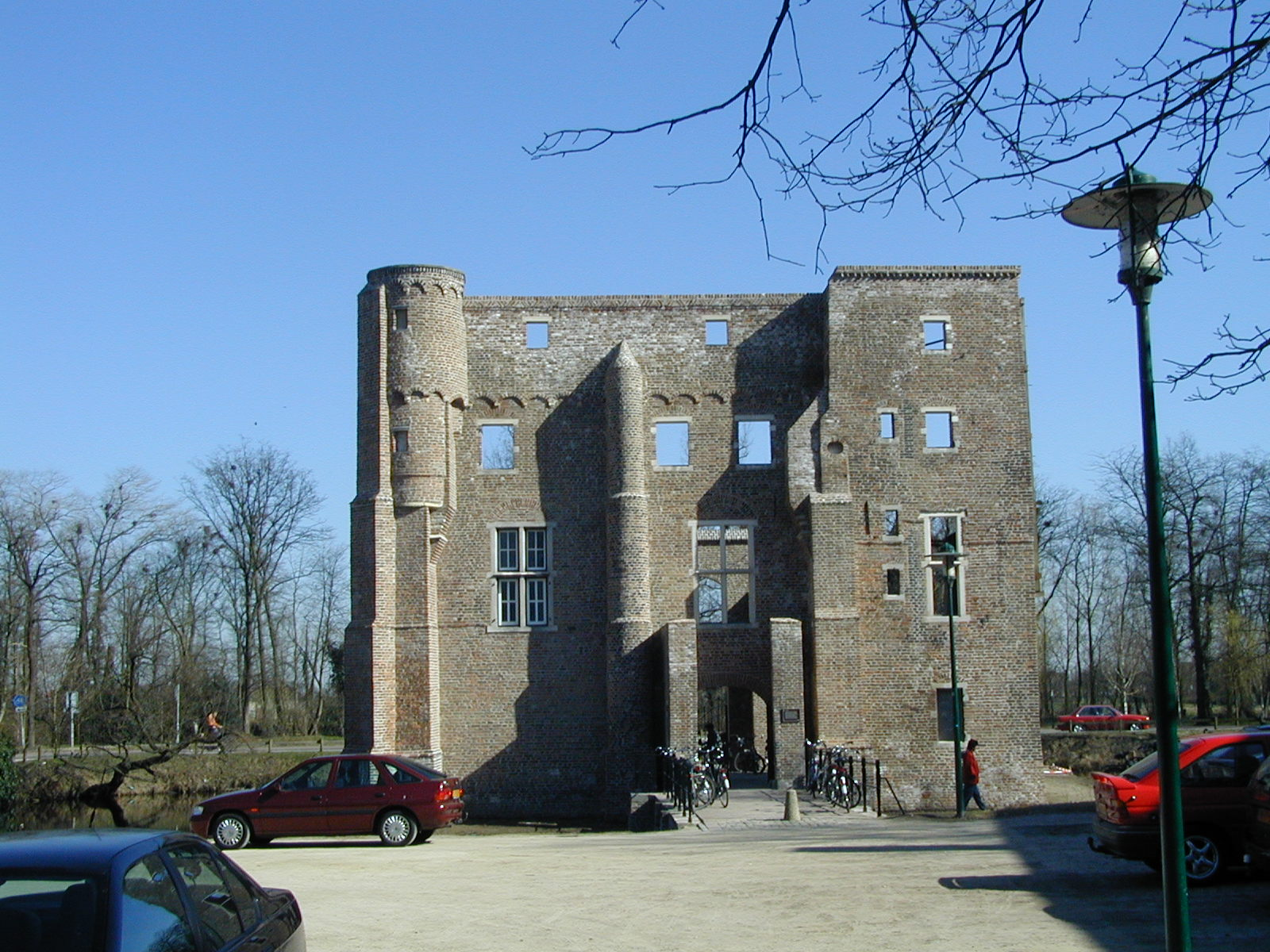
Groot Kasteel

Het Haageind is tegenwoordig een van de ontsluitingswegen van de kom van Deurne. Nabij beide kastelen liggen de toeritten vanaf het Haageind naar de provinciale weg naar Helmond en Venray. Het meest zuidelijke deel van het Haageind, in de dorpskom, heet sinds enkele decennia Kerkstraat.
Dorpen: Deurne · Helenaveen · Liessel · Neerkant · Vlierden · Walsberg

Buurtschappen: Baarschot · Belgeren · Bleijs · Breemortel · Groote Bottel · Kleine Bottel · Groot Bruggen · Klein Bruggen · Derp · Donschot · Haageind · Halte · Hanenberg · Heieind · Heimolen · Heitrak · Kerkeind · Kranenmortel · Kulert · Leensel · Luttel Meijel · Merlenberg · Molenhof · Pannenschop · Ruth · Schans · Schelm · Sloot · Veldheuvel · Vloeieind · De Voorstad · Voorste Beerdonk · Voort · Vreekwijk

Noord-Brabant: Steden en dorpen      Nederland: Provincies · Gemeenten